# العلاقات المالديفية البريطانية
العلاقات المالديفية البريطانية هي العلاقات الثنائية التي تجمع بين المالديف والمملكة المتحدة.

## مقارنة بين البلدين
هذه مقارنة عامة ومرجعية للدولتين:
| وجه المقارنة                                              | المالديف       | المملكة المتحدة                 |
| --------------------------------------------------------- | -------------- | ------------------------------- |
| المساحة (كم2)                                             | 298            | 242.50 ألف                      |
| عدد السكان (نسمة)                                         | 436.33 ألف     | 66.02 مليون                     |
| الكثافة السكانية (ن./كم²)                                 | 146.42 ألف     | 272.25                          |
| العاصمة                                                   | ماليه          | لندن                            |
| اللغة الرسمية                                             | اللغة الديفهي  | لغة إنجليزية، اللغة الويلزية    |
| العملة                                                    | روفيه مالديفية | جنيه إسترليني                   |
| الناتج المحلي الإجمالي (بليون دولار)                      | 4.60 مليار     | 2.62 تريليون                    |
| الناتج المحلي الإجمالي (تعادل القوة الشرائية) بليون دولار | 5.23 مليار     | 2.72 تريليون                    |
| الناتج المحلي الإجمالي الاسمي للفرد دولار أمريكي          | 8.39 ألف       | 43.88 ألف                       |
| الناتج المحلي الإجمالي للفرد دولار أمريكي                 | 12.53 ألف      | 40.23 ألف                       |
| مؤشر التنمية البشرية                                      | 0.706          | 0.907                           |
| رمز المكالمات الدولي                                      | +960           | +44                             |
| رمز الإنترنت                                              | .mv            | .uk، .gb                        |
| المنطقة الزمنية                                           | ت ع م+05:00    | توقيت غرينيتش، توقيت غرب أوروبا |

## منظمات دولية مشتركة
يشترك البلدان في عضوية مجموعة من المنظمات الدولية، منها:
| علم المنظمة | اسم المنظمة                        | تاريخ انضمام المالديف | تاريخ انضمام المملكة المتحدة |
| ----------- | ---------------------------------- | --------------------- | ---------------------------- |
|             | بنك التنمية الآسيوي                | 1978                  | 1966                         |
|             | مؤسسة التنمية الدولية              | 13 يناير 1978         | 24 سبتمبر 1960               |
|             | يونسكو                             | 18 يوليو 1980         | 4 نوفمبر 1946                |
|             | وكالة ضمان الاستثمار متعدد الأطراف | 19 مايو 2005          | 12 أبريل 1988                |
|             | الأمم المتحدة                      | 21 سبتمبر 1965        | 24 أكتوبر 1945               |
|             | دول الكومنولث                      | ?                     | 11 ديسمبر 1931               |
|             | الاتحاد البريدي العالمي            | ?                     | ?                            |
|             | البنك الدولي للإنشاء والتعمير      | 13 يناير 1978         | 27 ديسمبر 1945               |
|             | الاتحاد الدولي للاتصالات           | 28 فبراير 1967        | 24 فبراير 1871               |
|             | منظمة حظر الأسلحة الكيميائية       | ?                     | ?                            |
|             | مؤسسة التمويل الدولية              | 2 فبراير 1983         | 20 يوليو 1956                |
|             | منظمة التجارة العالمية             | ?                     | 1995                         |
|             | منظمة الشرطة الجنائية الدولية      | ?                     | ?                            |

## وصلات خارجية
- موقع وزارة الخارجية المالديفية
- موقع وزارة الخارجية البريطانية